# Lotononis delicata
Lotononis delicata är en ärtväxtart som först beskrevs av Baker f., och fick sitt nu gällande namn av Roger Marcus Polhill. Lotononis delicata ingår i släktet Lotononis och familjen ärtväxter. Inga underarter finns listade i Catalogue of Life.